# 马援

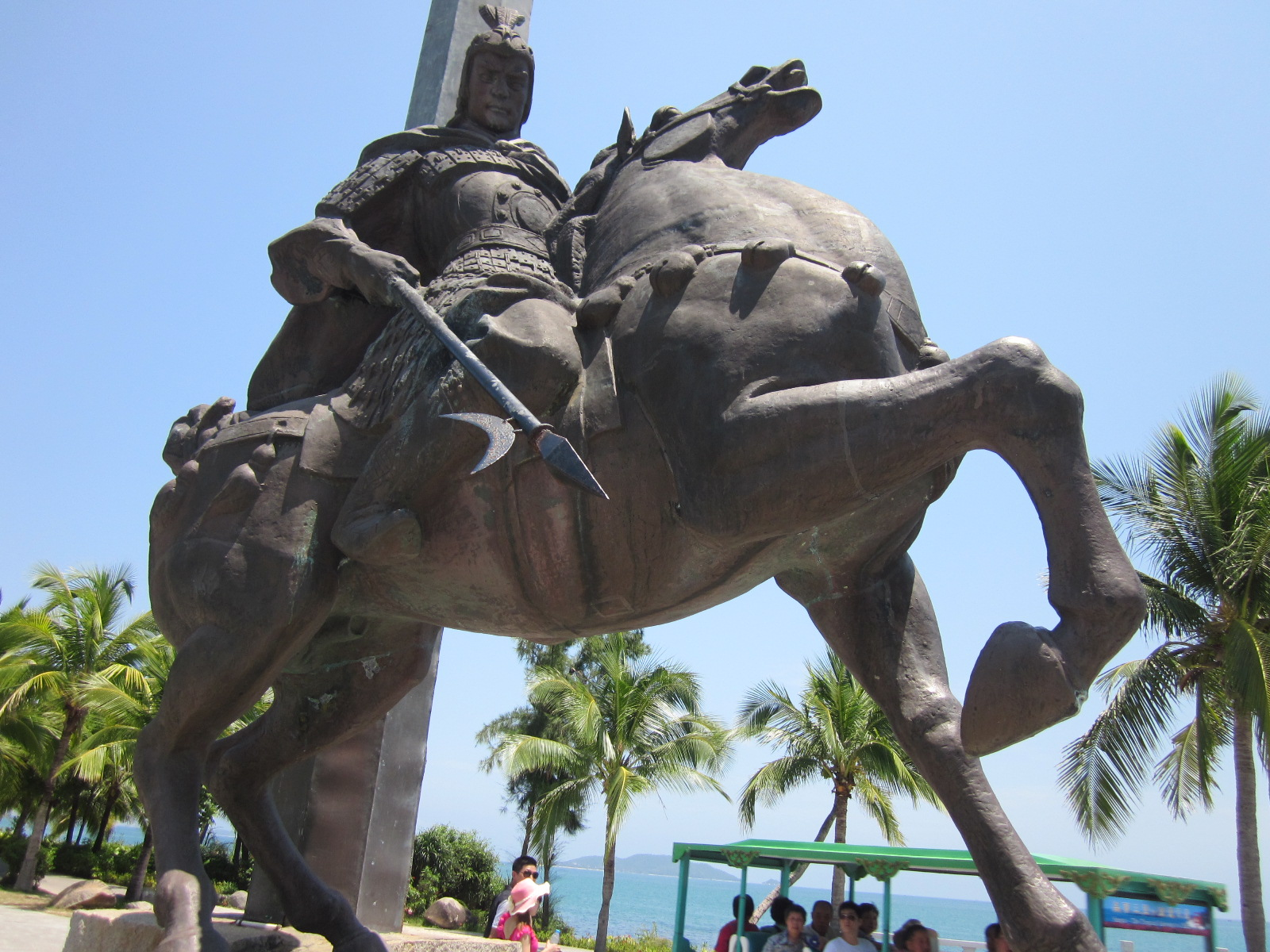
三亚天涯海角的马援雕塑。

马援（前14年—49年），字文渊，扶风郡茂陵（今陕西省兴平市东北）人，东汉军事家。汉光武帝时，拜为伏波将军，封新息侯，世称马伏波。

## 生平

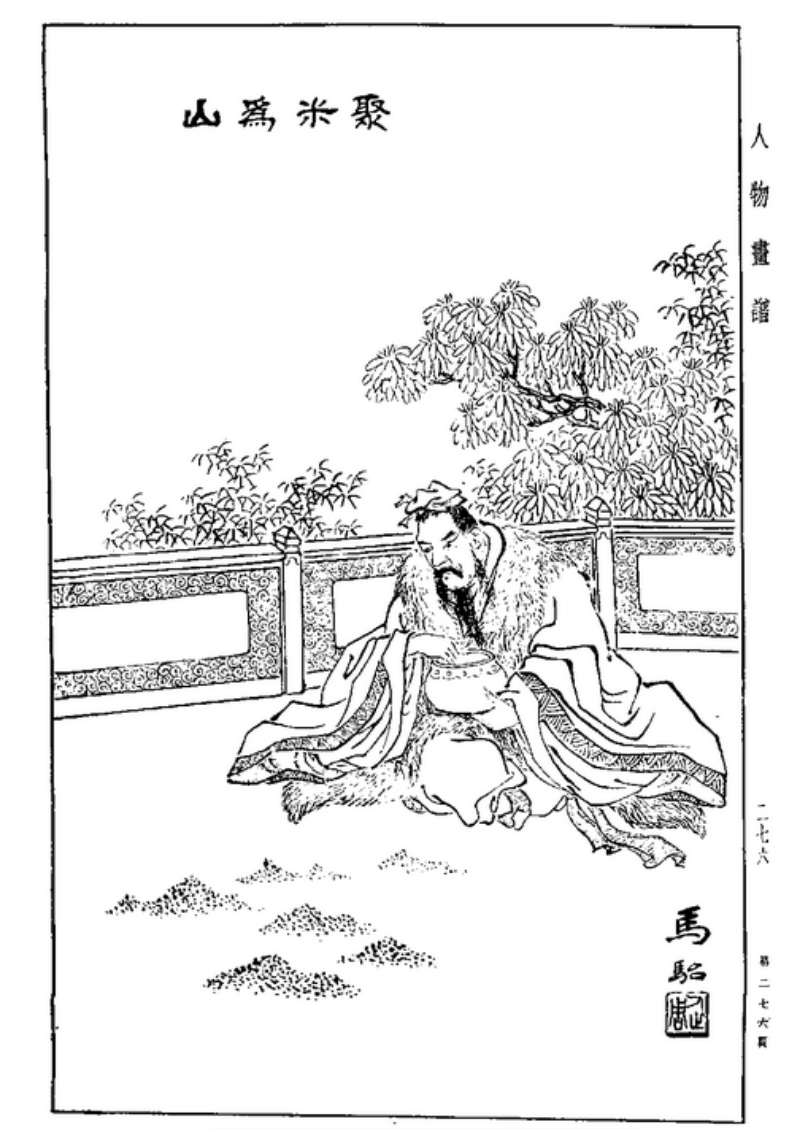
馬援聚米爲山

出身官宦世家，先祖馬服君趙奢為趙將。馬援長相俊美，新莽時，任扶风郡（今陝西興平東南）的督郵。後因私縱重囚，馬援亡命北地（現甘肅天水一帶），留居當地經營牧畜，王莽末年投奔割據涼州的軍閥隗囂。建武四年（28年），馬援代表隗囂奉書至洛陽，對劉秀曰「當今之世，非獨君擇臣也，臣亦擇君矣」，受到劉秀禮遇。後隨隗囂之質子入洛陽，而歸光武帝。建武八年（32年），隗囂叛漢，光武帝親征，馬援“聚米為山谷，指畫形勢”，使光武帝得以順利擊潰隗囂。西羌為患，建武十一年（35年），馬援任隴西太守，率步骑三千，擊破先零羌於臨洮（今甘肅岷縣）。建武十五年，因「度田」不實，劉秀處死十餘名郡守。有一天，光武帝對馬援說：“我為了地方官度田不實，殺的人多了些，現在想想有點後悔。”馬援回答：“死得其罪，何多之有！但死者既往，不可復生也！”劉秀聽後大笑。建武十六年征為虎賁中郎將。建武十七年（41年），又被拜為伏波將軍，領兵南下，平定交阯女子徵側、徵貳的二徵之亂，功封新息侯。此後，匈奴、烏桓侵擾三輔，馬援認為“男兒要當死於邊野，以馬革裹屍還葬耳，何能卧床上在儿女子手中邪”，又主動請兵出擊，光武帝担心他年事已高，不准許。马援“据鞍顾眄，以示可用”。光武帝笑說：“瞿鑠哉是翁也！”於是派他與馬武、耿舒共同出征。馬援以三千騎擊之，無功而還。
建武二十四年，六十二歲的馬援又領兵遠征武陵五溪蠻。行軍至下雋（湖北崇陽肖嶺）時，有兩條路可走，一是經壺頭山，一是經充縣。馬援與手下一名大將耿舒起了爭議，耿舒認為應走充縣，馬援決定走壺頭山（今沅陵東北）。建武二十五年（49年）三月，受阻於壺頭山，水急，船難溯行，天炎溽暑，士卒多疫死，馬援亦得重病。耿舒代替马援监督诸军。耿舒寫信給兄長耿弇，指責馬援的錯誤決定，導致軍隊受累。光武帝派虎贲中郎将梁松至武陵五溪調查馬援。梁松是漢光武帝的女婿，為人自大，馬援因看不慣梁松的驕縱行徑，在家書中曾批評過他。梁松因此懷恨在心。梁松到達武陵時，馬援已病逝，他狀告馬援生前指揮作戰錯誤，在交趾打仗時又私下搜括大批的珍珠，馬武、侯昱等人落井下石，也說馬援確曾運回過一車珍稀之物。

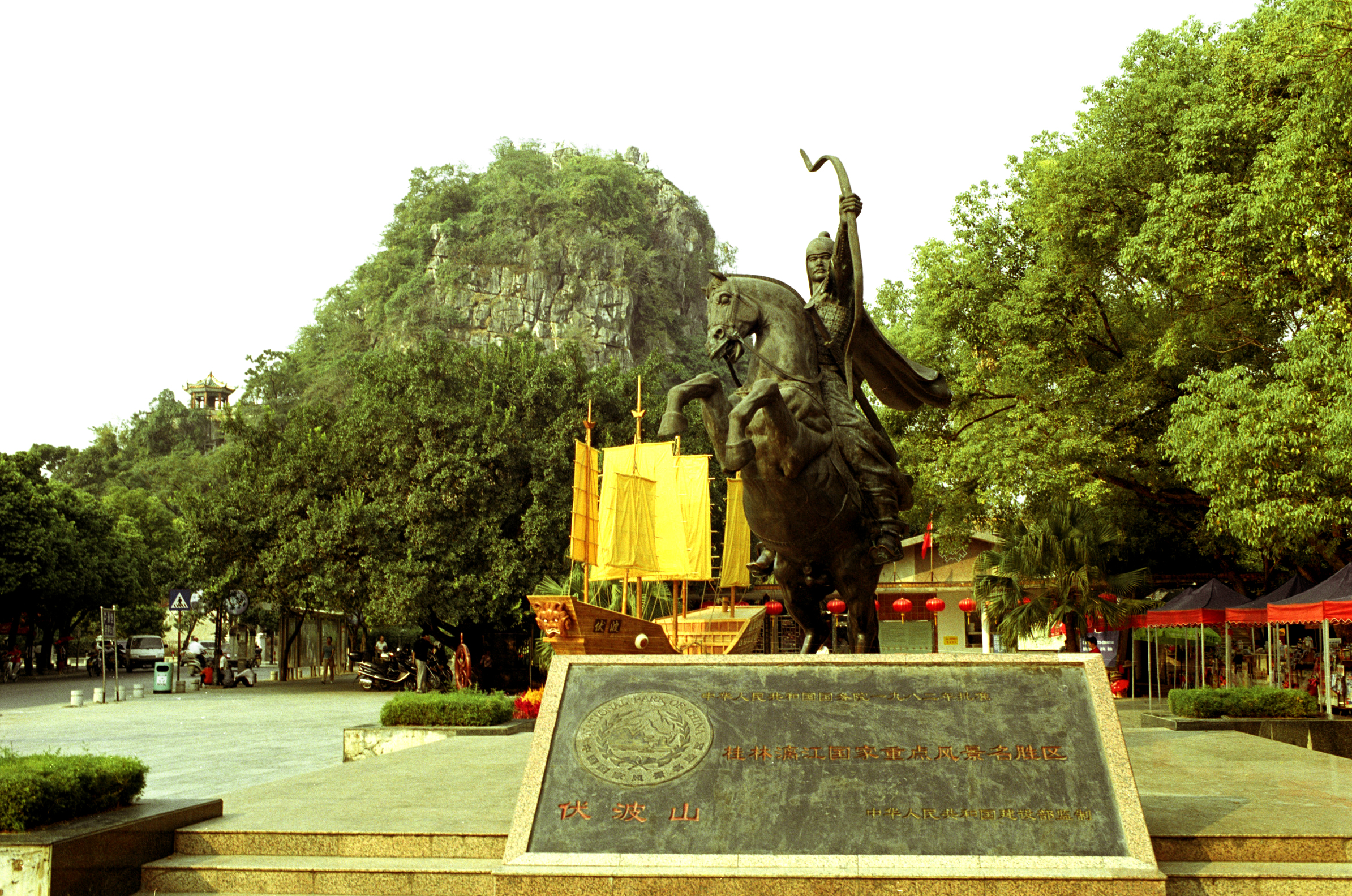
桂林伏波山

光武帝聞訊震怒，追收馬援「新息侯印綬」——史稱「薏苡明珠、薏苡之謗」，所謂的珍珠是交趾當地的薏苡，可以「輕身省欲，以勝瘴氣」。馬援班師回朝時，便載了一批顆粒較大的薏苡回京，於是被捕風捉影，人皆以為“南土珍怪”。馬援被定罪，其妻子只敢將他草草葬於城西，賓客故人都不敢來弔會。後來他妻子和侄子馬嚴六次向皇帝上奏章申冤，馬援才得以正式下葬。好友朱勃曾上奏替馬援伸冤：“夫大將在外，讒言在內，微過輒記，大功不計，誠為國之所慎也。故章邯畏口而奔楚，燕將據聊而不下。豈其甘心末規哉，悼巧言之傷類也。”
汉明帝时，图画东汉初年的名臣列将于云台，馬援之女马氏當时为皇后，因外戚之故，唯独没有列上马援。東平王怪而問之，明帝笑而不答。直到永平十七年，马援夫人逝世，“乃更修封树，起祠堂”。建初三年（78年），曾外孙汉章帝使五官中郎將持節追策，諡援為忠成侯。
马援著有《誡兄子嚴、敦書》，是勸誡侄子馬嚴和馬敦的家書。當中名句“畫虎不成反類狗（犬）”廣為流傳。「男兒要當死於邊野，以馬革裹屍還葬耳，何能臥床上在兒女子手中耶」是他在南征勝利歸來與親友聚會時說的話，表達了他志在邊疆、捨身為國的氣概，不拘泥於兒女情長。
据裴松之注《三国志》引《典略》，三国时军阀马腾、马超是马援的后人。
马援祠位于陕西咸阳杨陵区五泉镇毕公村。在湖南省渌口镇湘江分流渌江边，有一处为马援建造的寺庙，名伏波庙。马援墓位于陕西省扶风县城西3.5公里的伏波村。

## 家族

### 父族
- 馬何羅(莽何羅)：曾祖伯，馬通兄，漢武帝時與兄弟謀反被誅。
- 馬通(莽通)：曾祖父，漢武帝封重合侯，與兄馬何羅謀反被誅。
- 馬安成(莽安成)：曾祖叔，馬通弟，漢武帝時與兄弟謀反被誅。
- 馬賓：祖父，馬通之子，宣帝以郎持節，號“使君”。
- 馬仲：父親，馬賓之子，官至玄武司馬。

### 親族
- 馬況：馬援兄，字長平，河南太守。
- 馬余：馬援兄，字聖卿，中壘校尉；子馬嚴、馬敦。
- 馬員：馬援兄，字季主，增山連率。
- 馬氏：姊姊，生曹訓。

### 嫡系子嗣
- 儿子
  - 馬廖：（1世紀－92年）長子，封順陽侯。子馬豫。
  - 馬防：（？－101年）次子，車騎將軍，封潁陽侯。子翟鄉侯馬鉅。
  - 馬光：三子，馬康、馬朗父。
  - 馬客卿：幼子，馬援死後夭折。
- 女儿，至少有四女
  - 馬姜：（34年－106年），母不詳，嫁賈復之子賈武仲，育有四女，長女和次女為漢明帝貴人。
  - 馬氏：（38年—？）次女，年長馬皇后兩歲，堂兄馬嚴曾推薦她與兩位妹妹進掖庭，希望三女能成太子與諸王姬妾，最年幼成皇后，但姐姐再無記載。
  - 馬氏：（39年—？）三女，年長馬皇后一歲，同上。
  - 馬皇后：（40年—79年）四女，母藺夫人，漢明帝皇后，漢章帝養母。
    - 漢章帝生母賈貴人是马皇后“前母姊女”。“前母姊”身份有两种解释，一是马援前妻、馬皇后前母所生的女儿，二是馬皇后前母姐姐的女儿。罗振玉以第一种解释认为贾贵人是马姜之女。
- 孙辈以下
  - 馬豫：孫，馬廖子，步兵校尉。
  - 馬鉅：孫，馬防子。
  - 馬康：孫，馬光長子。
  - 馬朗：孫，馬光次子。
  - 馬平：曾孫？，馬騰父。
  - 馬騰：玄孫？。
  - 馬超：來孫？，馬騰嫡長子。
  - 馬休：來孫？，馬騰子。
  - 馬鐵：來孫？，馬騰子。
  - 馬岱：來孫？，馬騰侄。
    - 馬秋：馬超子。
    - 馬承：馬超子。
    - 馬氏：馬超女，嫁劉理。

### 親族子嗣
- 馬嚴：（12年－98年）侄子，將作大匠。子馬固、馬伉、馬歆、馬鱄、馬融、馬留、馬續。
- 馬敦：侄子，馬嚴弟。
- 馬固：侄孫，馬嚴長子。
- 馬伉：侄孫，馬嚴次子。
- 馬歆：侄孫，馬嚴三子。
- 馬鱄：侄孫，馬嚴四子。
- 馬融：（79年－166年）侄孫，馬嚴五子。東漢經學家。曾宦校書郎、郎中、議郎、武都太守以及南郡太守。
- 馬留：侄孫，馬嚴六子。
- 馬續：侄孫，馬嚴七子，羌都尉。
- 夏壽：外孫，馬皇后姐姐兒子。《東觀漢記》[6]
- 曹訓：外甥。
- 王磐：侄孫婿，王莽族孫，馬融哥哥女婿。
- 馬日磾：玄侄孫，馬融族孫。

## 評價

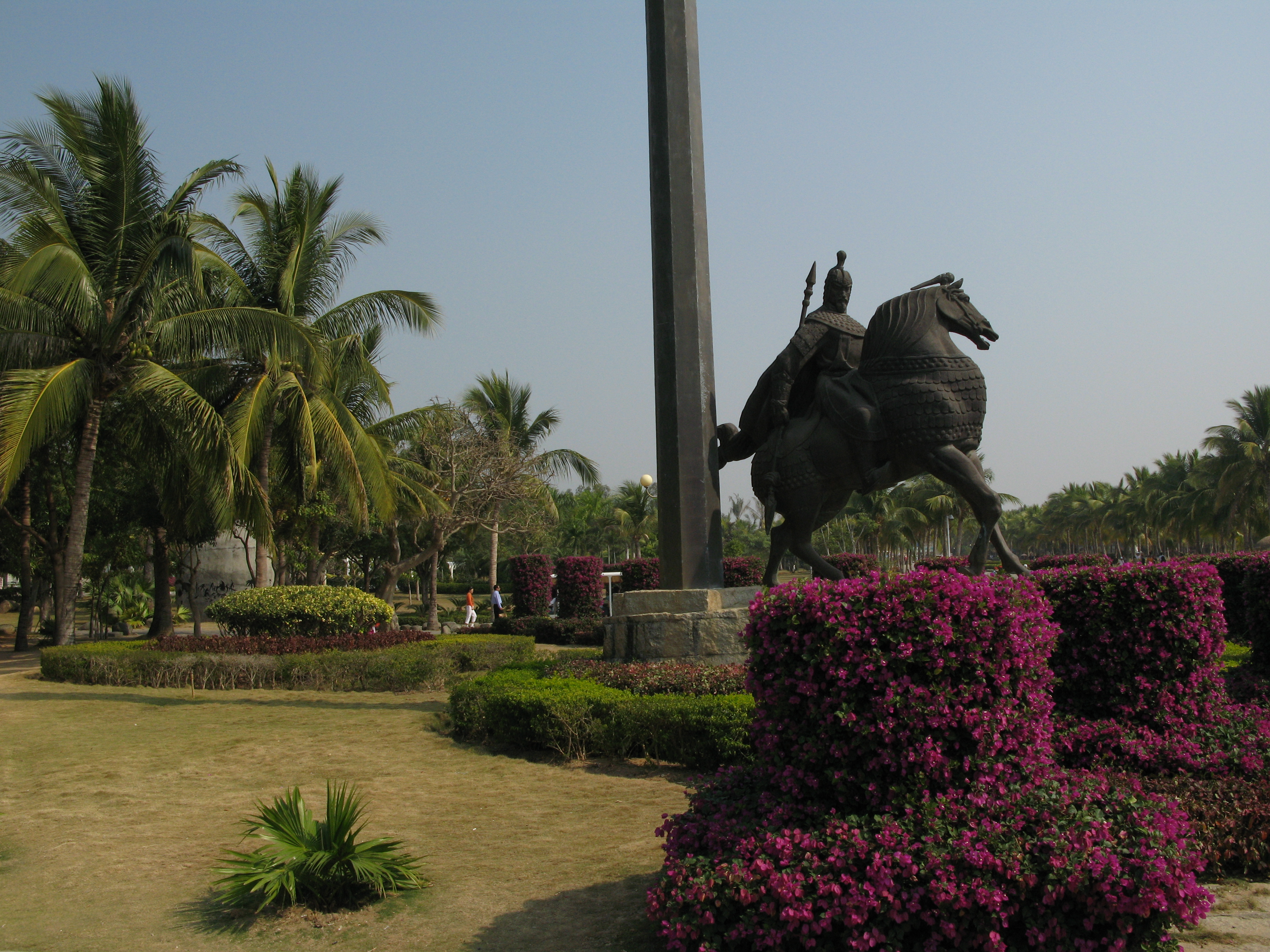
馬援雕塑

東漢光武帝善待開國功臣，“恩至渥也，位以崇，身以安”，唯獨對馬革裹屍的馬援刻薄寡恩。王夫之認為這是馬援不懂得持盈保泰，“好戰樂殺而忘其正命”。他在《讀通鑑論》中說：“光武帝於是知其不自貴，不自貴者，明主之所厭也。”

## 延伸阅读
[在维基数据编辑]
 在维基文库阅读此作者作品（ 在维基共享资源阅览影像）
 《後漢書·卷24》，出自范晔《後漢書》
 《東觀漢記》